# Neuradaceae
Neuradaceae é uma família de plantas angiospérmicas (plantas com flor - divisão Magnoliophyta), pertencente à ordem Malvales.
A ordem à qual pertence esta família está por sua vez incluida na classe Magnoliopsida (Dicotiledóneas): desenvolvem portanto embriões com dois ou mais cotilédones.
Esta família consiste em 10 espécies repartidas por 3 géneros:
- Grielum, Neurada, Neuradopsis.

São plantas herbáceas anuais de zonas áridas das regiões temperadas a subtropicais e originárias da bacia do Mar Mediterrâneo até à Índia.